# Roderick Camphor

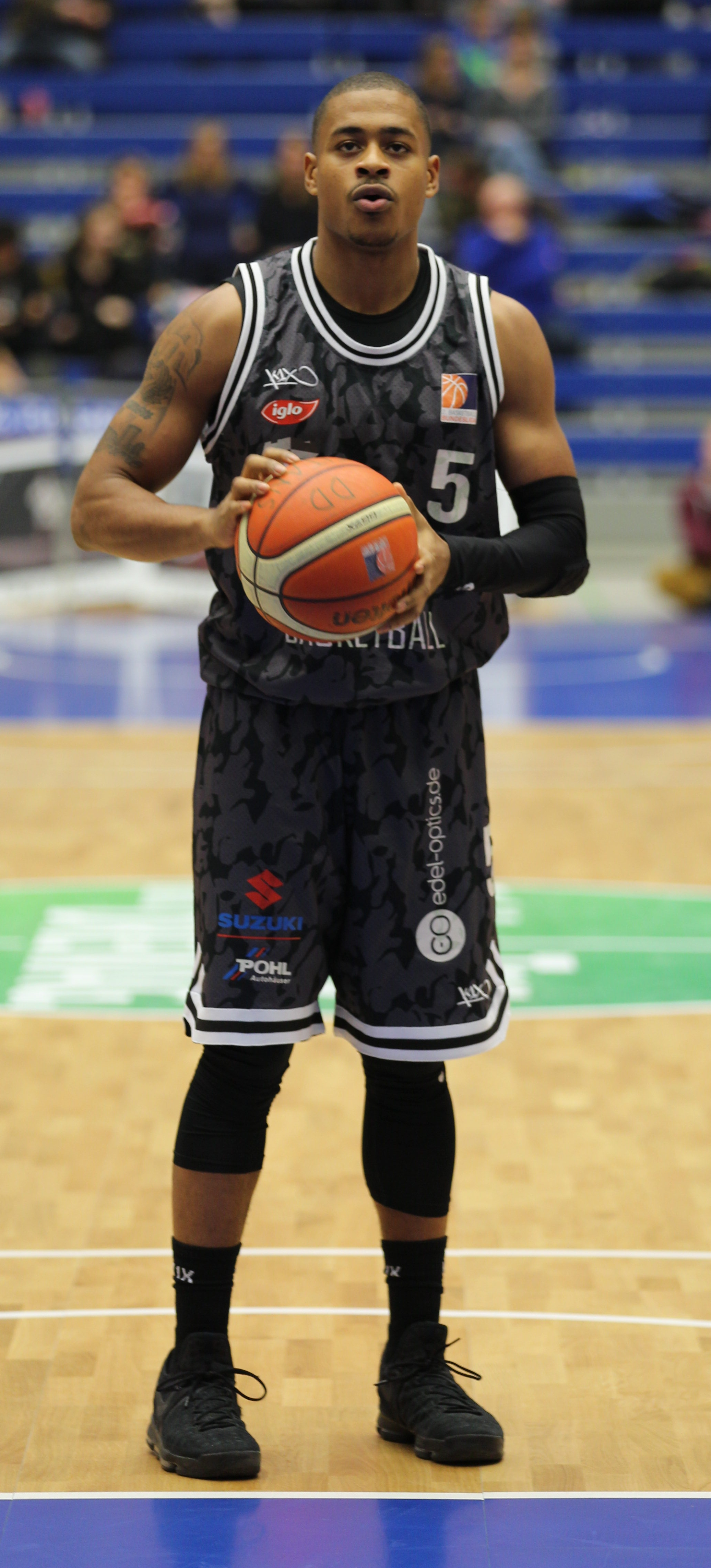
Rod Camphor (22.12.2016).

Roderick Rodney Camphor (ur. 10 marca 1992 w Baltimore) – amerykański koszykarz, występujący na pozycji rozgrywającego.
30 listopada 2017 został zawodnikiem PGE Turowa Zgorzelec. 11 czerwca 2018 dołączył do greckiego Kymis B.C.
31 grudnia 2018 podpisał umowę ze Spójnią Stargard. 28 maja 2019 zawarł kontrakt z HydroTruckiem Radom.
22 lipca 2020 został zawodnikiem słoweńskiego Krka Novo mesto. 7 października 2021 dołączył do tunezyjskiego US Monastir. 30 października 2021 trafił do ENEI Abramczyk Astoria Bydgoszcz.

## Osiągnięcia
Stan na 3 grudnia 2023, na podstawie, o ile nie zaznaczono inaczej.
NCAA II
- Zawodnik roku konferencji Great American (GAC – 2014)
- Zaliczony do I składu:
  - GAC (2014)
  - turnieju GAC (2013)
  - dystryktu środkowego (2014)

Drużynowe
- Wicemistrz Słowenii (2021)
- Zdobywca Pucharu Słowenii (2021)

Indywidualne
- MVP kolejki EBL (8 – 2019/2020)[10]
- Zaliczony di I składu kolejki EBL (28 – 2021/2022)[11]
- Lider TBL w skuteczności rzutów za 3 punkty (2018)